# Відкритий чемпіонат Ризького технічного університету
Ризький технічний університет опен (англ. Riga Technical University Open; також РТУ Опен) — міжнародний шаховий фестиваль, який починаючи з 2011 року проводиться щороку в серпні в Ризі, столиці Латвії. Найбільший турнір з класичних шахів у країнах Балтії.

## Історія фестивалю
Перші три міжнародні шахові фестивалі (2011-2013) відбулись у головному будинку Ризького технічного університету, що розташований у Старій Ризі. На першому і другому фестивалях пройшли два турніри з класичних шахів («А» для майстрів і «B» для любителів) і бліцтурнір останнього дня. Третій фестиваль включав у себе вже три турніри з класичних шахів («А для майстрів і «B», «C» для любителів). 2014 року четвертий міжнародний шаховий фестиваль переїхав у виставковий центр «Кіпсала», де був більш просторий зал для все більшої кількості учасників. Четвертий міжнародний шаховий фестиваль включав у себе бліцтурнір першого дня і п'ять класичних шахових турнірів («А» для майстрів і «B», «C», «D», «E» для любителів). П'ятий і шостий фестиваль пройшли у виставковому центрі «Кіпсала» і включали в себе чотири турніри з класичних шахів («А» для майстрів і «B», «C», «D» для любителів), а також бліцтурнір в останній день. У кожному з останніх трьох фестивалів (2014-2016) брали участь понад 400 шахістів зі всього світу. 2017 року відбувся сьомий фестиваль у виставковому центрі «Кіпсала», який включав у себе п'ять турнірів з класичних шахів («А» для майстрів і «B», «C», «D», «Е» для любителів), а також бліцтурнір в останній день.

## Переможці головного турніру А
| Рік  | Переможець       | 2-ге місце       | 3-тє місце          | Найкраща жінка   |
| ---- | ---------------- | ---------------- | ------------------- | ---------------- |
| 2011 | Альберто Давід   | Яан Ельвест      | Володимир Свєшніков | Катажина Тома    |
| 2012 | Ян Маркош        | Александр Фієр   | Даніель Фрідман     | Юдіт Фухс        |
| 2013 | Бартош Соцко     | Робін ван Кампен | Михайло Антипов     | Зузана Шточкова  |
| 2014 | Грант Мелкумян   | Річард Раппорт   | Едуардо Іттурізага  | Марія Манакова   |
| 2015 | Олексій Широв    | Роберт Оганесян  | Рінат Джумабаєв     | Моніка Соцко     |
| 2016 | Мартин Кравців   | Грант Мелкумян   | Артурс Нейкшанс     | Соумя Свамінатан |
| 2017 | Володимир Онищук | Сергій Павлов    | Тамір Набаті        | Лей Тінцзе       |